# Cyptodontopsis leveillei
Cyptodontopsis leveillei är en bladmossart som beskrevs av P. Rao och Johannes Enroth 1999. Cyptodontopsis leveillei ingår i släktet Cyptodontopsis och familjen Cryphaeaceae. Inga underarter finns listade i Catalogue of Life.